# 澤田站
澤田站（日语：／ Sawada eki */?）是位於日本宮城縣石卷市，屬於東日本旅客鐵道（JR東日本）石卷線的鐵路車站。本站為下行方向在離開石卷市前的最後一個車站，之後列車便會駛入女川町。

## 車站結構

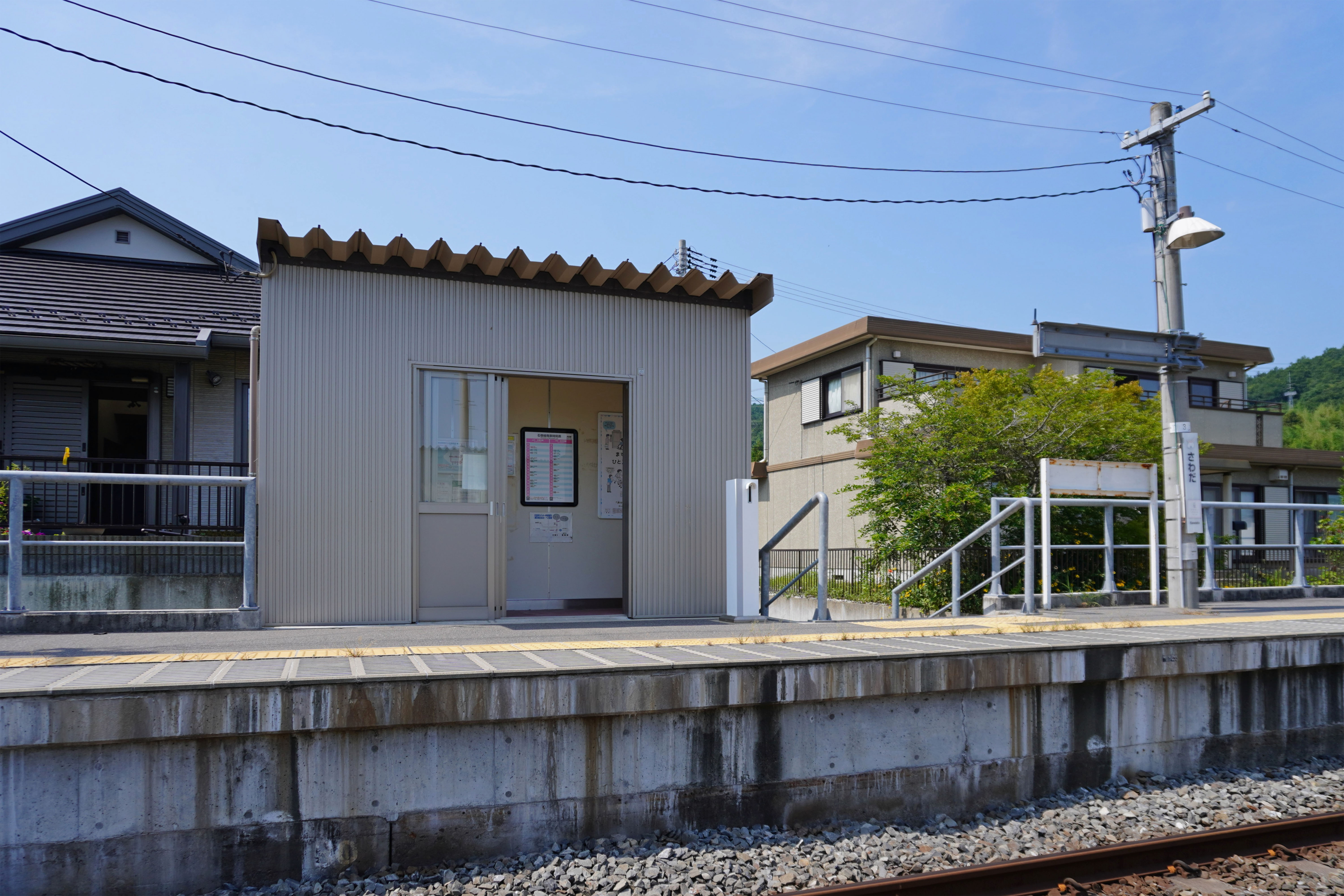
候車室（2023年7月）
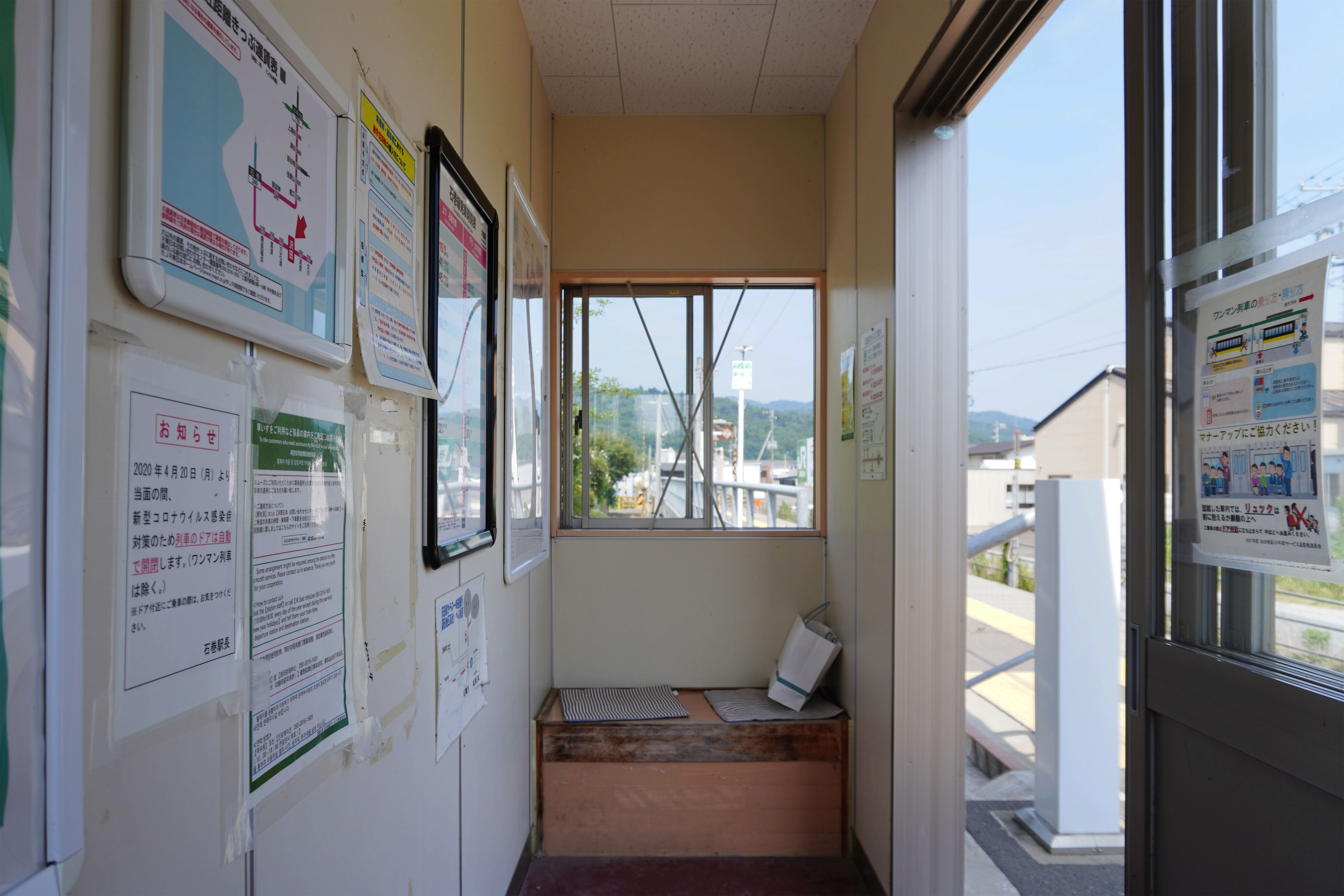
候車室內（2023年7月）
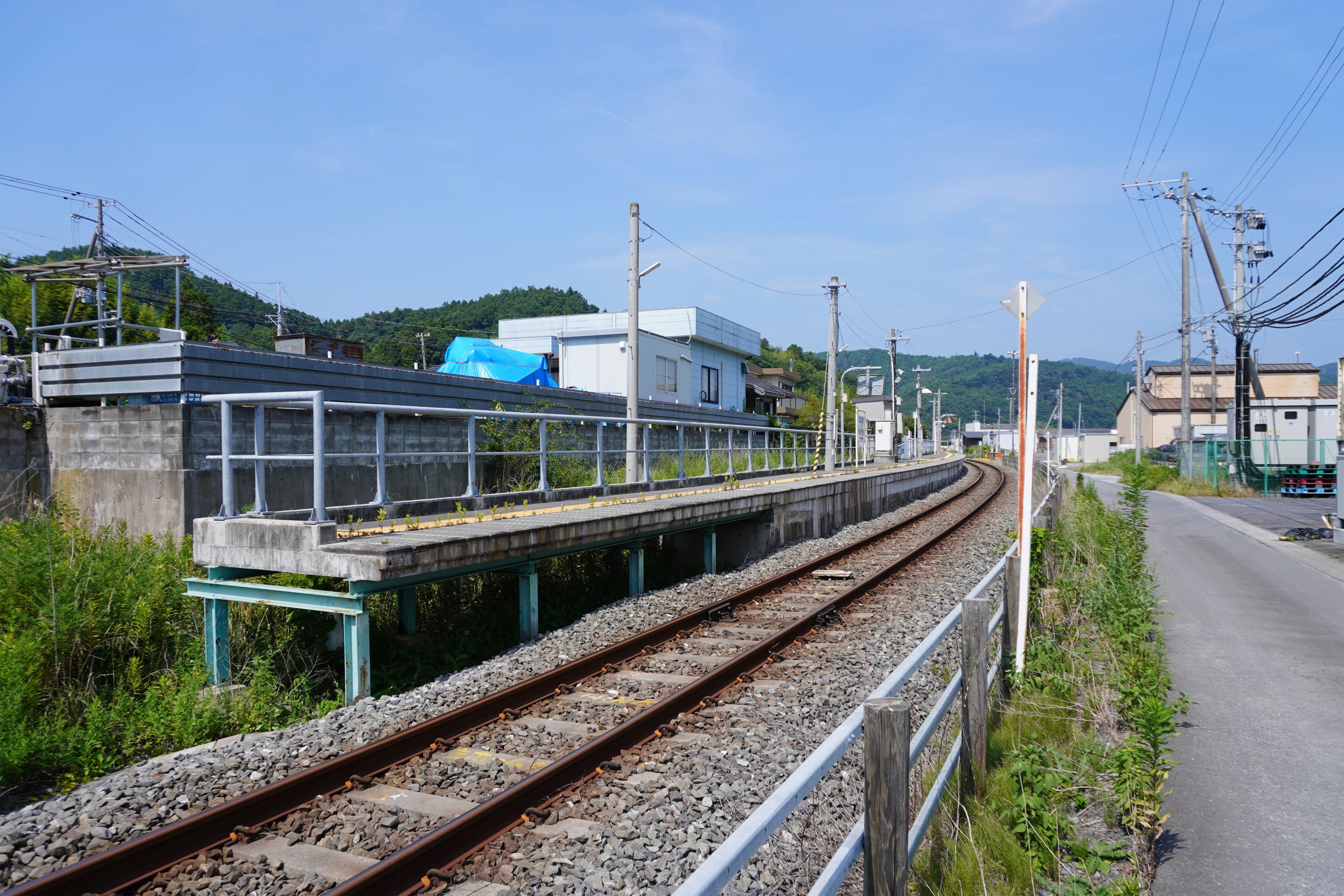
月台全景（2023年7月）

本站原為1面2線的島式月台設計，但在日本國鐵時期將其降為無人化後，遂將內側的路軌拆走，變為單線路段。現時在向浦宿方向的路面一端仍清晰可見轉為雙軌路段的路基。
在2011年發生的東北地方太平洋沖地震中，月台及候車室並未有受到太大的損壞，但因為整個地面下沉，導致由萬石浦湧入的海水積聚於軌道內，整條路軌都被海水淹浸，無法排走，因此不能重開。翌年JR東日本將整段路軌拆走重鋪，把路基加高時也進行月台的重建，將月台加高及把兩端以鋼版加長，並把原來的木製簡易候車室換為以組合金屬板搭建而成。
本站月台的有效長度為4輛，為全露天規格。列車靠站時往女川方向為左側上落；往小牛田方向為右側上落。

## 歷史
- 1939年10月7日：石卷線由石卷延長至女川 (17.0km)，增設本站為其中的中途站。
- 1962年10月1日：無人化。
- 1987年4月1日：國鐵分割民營化，車站管轄劃歸由東日本旅客鐵道繼承。
- 2011年：

- 3月11日：發生東北地方太平洋沖地震，引發的海嘯令全線不通。
- 4月21日：路線改以替代巴士行走，往來女川～石卷間，途經本站。

- 2012年3月17日：石卷～渡波復駛，替代巴士改為行駛渡波～女川間[2]。
- 2013年3月16日：渡波～浦宿復駛[3][4][5]，替代巴士不再停靠本站。

## 相鄰車站
東日本旅客鐵道
■石卷線（包括■■仙石東北線）
■快速（紅快速）、■普通
萬石浦－澤田－浦宿

## 外部連結
- JR東日本澤田站公式網頁。 （页面存档备份，存于）（日語）